# Оскарссон, Пер
Пер Оскарссон (швед. Per Oscarsson; 28 января 1927 — 31 декабря 2010) — шведский актёр театра, кино и телевидения, также сценарист и кинорежиссёр; призёр Каннского кинофестиваля 1966.

## Биография
Пер Оскарссон родился в Стокгольме. Актёрское образование получил в Школе Королевского драматического театра в Стокгольме, которую окончил в 1947 году. Дебютировал в театре в 1948 году. Затем играл в различных стокгольмских и гётеборгских театрах. В 1966 году вызвал скандал, выступая нагишом на уроке полового просвещения на шведском телевидении.
Погиб вместе с женой во время пожара, произошедшем у них дома, находившемся в приходе Бьерка в Вестергётланде, что на юго-западе Швеции.

## Избранная фильмография

### Актёр
- 1945 — Серьёзная игра / Den allvarsamma leken
- 1949 — Сын моря / Havets son
- 1952 — Встреча с судьбой / Möte med livet
- 1953 — Варавва / Barabbas
- 1954 — Карин Монсдоттер / Karin Månsdotter
- 1955 — Дикие птицы / Vildfåglar
- 1962 — Билет в рай / Biljett till paradiset
- 1966 — Постель для брата и сестры, 1782 / Syskonbädd 1782
- 1966 — Голод / Sult
- 1968 — Эне, бене, рес / Ole dole doff
- 1968 — Денди в желе / A Dandy in Aspic
- 1969 — Ан-Магритт / An-Magritt
- 1971 — Война крестоносцев / The Last Valley
- 1971 — Попугай / Papegojan
- 1972 — Поселенцы / Nybyggarna
- 1973 — Эбон Лундин / Ebon Lundin
- 1973 — Блокгауз / The Blockhouse
- 1976 — Дагни / Dagny
- 1977 — Братья Львиное сердце / Bröderna Lejonhjärta
- 1978 — Приключения Пикассо / Picassos äventyr
- 1979 — Дом Кристофера / Kristoffers hus
- 1979 — Шарлота Лёвеншёльд / Charlotte Löwensköld
- 1980 — Швецию – шведам / Sverige åt svenskarna
- 1981 — Монтенегро / Montenegro eller Pärlor och svin
- 1984 — Роня, дочь разбойника / Ronja Rövardotter
- 1994 — Умеешь ли ты свистеть, Йоханна? / Kan du vissla Johanna?
- 1996 — Немцы / Germans
- 1997 — Последний викинг / Den sidste viking
- 2001 — Пришлите ещё конфет / Send mere slik
- 2003 — Человек за дверью / Manden bag døren
- 2005 — Молодой Андерсен / Unge Andersen
- 2009 — Девушка с татуировкой дракона / Män som hatar kvinnor
- 2009 — Девушка, которая играла с огнём / Flickan som lekte med elden
- 2009 — Девушка, которая взрывала воздушные замки / Luftslottet som sprängdes

### Сценарист и режиссёр
- 1973 — Эбон Лундин / Ebon Lundin
- 1980 — Швецию – шведам / Sverige åt svenskarna

## Признание
- 1966 — Приз за лучшую мужскую роль — 19-й Каннский кинофестиваль.
- 1967 — Премия «Бодил» в категории: Лучшая главная мужская роль.
- 1969 — Премия «Silver Hugo» за лучшую мужскую роль — Международный кинофестиваль в Чикаго.